# اس‌ام یو-۶۲
اس‌ام یو-۶۲ (به انگلیسی: SM U-62) یک زیردریایی بود که طول آن ۶۷ متر (۲۲۰ فوت) بود. این زیردریایی در سال ۱۹۱۶ ساخته شد.